# Plan-les-Ouates
Plan-les-Ouates is een gemeente en plaats in het Zwitserse kanton Genève.
Plan-les-Ouates telt 8841 inwoners.